# Resultados do Carnaval de Uruguaiana em 2008
Resultados do Carnaval de Uruguaiana em 2008. A vencedora do 1º grupo foi a escola Unidos da Ilha do Marduque com o enredo, Ilha 2100, uma Louca Viagem ao Futuro.

## 1º Grupo
| Colocação | Escola                     | Pontos | Nota      | Ref.  |
| --------- | -------------------------- | ------ | --------- | ----- |
| 1º        | Unidos da Ilha do Marduque | 435,3  |           | [ 1 ] |
| 2º        | Os Rouxinóis               | 435,1  |           | [ 1 ] |
| 3º        | Unidos da Cova da Onça     | 433,4  |           | [ 1 ] |
| 4º        | Deu Chucha na Zebra        | 409    |           | [ 1 ] |
| 5º        | Bambas da Alegria          | 407,8  |           | [ 1 ] |
| 6º        | Apoteose do Samba          | 405,7  |           | [ 1 ] |
| 7º        | Unidos da Toca do Lobo     | 384    | Rebaixada | [ 1 ] |

## 2º Grupo
| Colocação | Escola                   | Pontos | Nota      | Ref.  |
| --------- | ------------------------ | ------ | --------- | ----- |
| 1º        | Acadêmicos de São Miguel | 101,3  | Promovida | [ 1 ] |
| 2º        | Unidos da Mangueira      | 100,9  |           | [ 1 ] |